# Gholamali Baratzadeh
Gholamali Baratzadeh (* 1985 Níšápúr) je íránský reprezentant ve sportovním lezení, mistr Asie v lezení na obtížnost a v boulderingu.

## Výkony a ocenění
- 2013: mistr Asie ve dvou disciplínách

### Závodní výsledky
| Mistrovství světa | Mistrovství světa |
| Rok               | 2016              |
| ----------------- | ----------------- |
| Bouldering        | 23                |

| Světový pohár | Světový pohár    |
| Rok           | 2017             |
| ------------- | ---------------- |
| Bouldering    | 28               |
| jednotlivě*   | ,31,11,29,51,15, |

* pozn.: nalevo jsou poslední závody v roce
| Mistrovství Asie | Mistrovství Asie | Mistrovství Asie | Mistrovství Asie | Mistrovství Asie | Mistrovství Asie | Mistrovství Asie |
| Rok              | 2005             | 2010             | 2013             | 2015             | 2016             | 2017             |
| ---------------- | ---------------- | ---------------- | ---------------- | ---------------- | ---------------- | ---------------- |
| Obtížnost        | 10               | 13               | 1                | 26               | —                | —                |
| Rychlost         | —                | 25               | 22               | —                | —                | —                |
| Bouldering       | —                | 5                | 1                | 7                | 16               | 6                |